# Luiz Carlos Prates
Luiz Carlos Prates (Santiago, 26 de janeiro de 1943) é um jornalista e radialista brasileiro, formado em psicologia, mas não exerce a profissão. Conhecido por suas participações como comentarista em jornais e emissoras de TV locais afiliadas da Rede Globo e do SBT. Prates faz críticas políticas e sociais relacionadas aos acontecimentos nanacionais. Em novembro de 2010 o comentarista fez comentários na RBS, retransmissora da rede Globo em Santa Catarina, atribuindo à popularização do automóvel – promovida por 'este governo espúrio' – (governo Lula) a principal causa de problemas no trânsito, na ocasião ele foi instado a comentar o fato de que 11 pessoas morreram no estado catarinense no feriado do dia da proclamação da República. No dia de finados (2 de novembro), foram 20 vítimas fatais de acidentes em rodovias. Em sua fala, o comentarista adicionou ainda questões ligadas ao comportamento de habitantes de grandes cidades, como frustrações decorrentes de dificuldades familiares (“casais que não se toleram”) e de questões socioeconômicas (morar em “uma gaiola que hoje chamam de apartamento”). A combinação de fatores como esse, aliados à “estultícia” seria, na visão dele, a razão das mortes. Os vídeos na internet ja tem mais de 1 milhão de exibições. Prates é conhecido por comentários polêmicos e notadamente conservadores. Em dezembro de 2009, por exemplo, ele declarou que João Baptista Figueiredo, o último presidente da ditadura militar, “ensinou o caminho da verdadeira luta e da verdadeira e legítima democracia”. Disse ainda, na ocasião, que tinha liberdade plena durante o regime autoritário.  Ele foi afastado da emissora no dia 14 de abril de 2015 do SBT Santa Catarina por fazer um comentário polêmico sobre depressão e pessoas depressivas. Retornou para as suas atividades no SBT no dia 04 de maio de 2015. Em 24 de junho, é contratado pela RedeTV! para ser comentarista do RedeTV! News. mas depois deixou a emissora e retornou ao SBT em 04 de julho de 2016 ficando até abril de 2018 onde se transferiu para a RIC TV, afiliada catarinense da RecordTV onde ficou até março de 2021. Atualmente é colunista do OCP News.

## Biografia
Prates, filho único, morou até os sete anos numa fazenda em sua cidade-natal, Santiago, no Rio Grande do Sul. Mudou-se para Santa Maria, no mesmo estado, onde passou sua adolescência.
Iniciou a carreira como radialista em Porto Alegre, na década de 1960, quando atuou na extinta Rádio Porto Alegre, onde foi repórter, locutor e narrador de futebol de salão e de basquete. No ano seguinte, trabalhou na Rádio Difusora e, logo em seguida, na Rádio Guaíba, onde ficou por quase dez anos. Entre 1964 a 1969, foi repórter da emissora estadunidense Voz da América no Brasil. Em 1972, formou-se em psicologia pela PUC-RS. Em 1975, foi contratado pela Rádio Gaúcha, onde atuou como locutor por sete anos. Em 1977, tornou-se apresentador do Jornal do Almoço na RBS TV Porto Alegre, afiliada da Rede Globo. Como narrador esportivo, participou de quatro edições da Copa do Mundo, de 1978 a 1990. Ainda atuou na Rádio Farroupilha e na TV Difusora de Porto Alegre.
Em 1981, mudou-se para Santa Catarina, onde trabalhou na TV Eldorado de Criciúma e TV Cultura de Florianópolis. Em 1983, assumiu o cargo de coordenador de esportes da RBS TV de Florianópolis. Na emissora, narrou partidas de futebol e atuou como comentarista esportivo do Jornal do Almoço. Foi apresentador da rádio CBN Diário e da TVCOM, foi blogueiro do ClicRBS e colunista dos jornais Diário Catarinense e Diário Gaúcho até janeiro de 2011, quando saiu do grupo RBS. A empresa não confirma, mas a saída de Prates ocorre após manifestações de protesto contra alguns comentários feitos pelo jornalista em seu espaço na RBS TV e que foram mal recebidos por boa parte da opinião pública. Em um deles, responsabilizou o governo Lula e a popularização excessiva do automóvel pelo aumento do número de acidentes nas estradas. Prates disse que "hoje qualquer miserável tem um carro". Já havia feito comentários polêmicos em 2009, quando defendeu a ditadura militar, afirmando que o regime fora mais brando do que se noticia e que o país nunca cresceu tanto quanto nessa época, especialmente sob o comando do ex-presidente João Figueiredo, "que morreu pobre", nas palavras dele.
Em janeiro de 2011 foi contratado pelo SBT Santa Catarina, emissora do Grupo SCC, onde trabalhou até junho de 2015 (durante um tempo, seus comentários também foram exibidos no SBT RS, no Rio Grande do Sul). No dia 24 de junho, a RedeTV! contrata Prates para ser comentarista especial do RedeTV! News, principal noticiário da casa. Em 04 de julho de 2016, ele voltou para o SBT Santa Catarina. Em 20 de abril de 2018, é anunciada a contratação de Luiz Carlos Prates pela RIC TV, afiliada da RecordTV. Prates também passou a escrever a sua coluna no jornal Notícias do Dia (do Grupo RIC) no impresso e digital.